# پلامن آندریف
پلامن آندریف (بلغاری: Пламен Пламенов Андреев؛ زادهٔ ۱۵ دسامبر ۲۰۰۴) بازیکن فوتبال اهل بلغارستان است.
وی همچنین در تیم‌ ملی فوتبال  زیر ۲۱ سال بلغارستان بازی کرده است.